# 豊橋市立花田小学校
豊橋市立花田小学校（とよはししりつ はなだしょうがっこう）は、愛知県豊橋市西羽田町にある公立小学校。

## 概要
- 西羽田町、花田一番町、花田二番町、花田三番町、羽田町、築地町、北側町、花田町（字荒木の一部、字稲場、字越水、字小松、字斉藤、字城海津、字築地、字中ノ坪の一部、字西宿、字百北）などが校区であり、公立中学校の進学先は豊橋市立羽田中学校である。

## 沿革
- 1873年（明治6年）10月 - 第10中学区第4番小学幡太学校として開校。浄慈院[注釈 1]を仮校舎とする。
- 1874年（明治7年） - 長全寺[注釈 2]を仮校舎とする。
- 1875年（明治8年） - 長全寺境内に校舎を新築する。
- 1878年（明治11年） - 羽田村、花ヶ崎村が合併し、花田村となる。
- 1887年（明治20年） - 尋常小学花田学校に改称する。
- 1889年（明治22年） -
  - 町村制により、花田村 が発足する。
  - 花田村字西宿前に校舎を新築し、移転する。
- 1892年（明治25年） - 花田村立花田尋常小学校に改称する。
- 1906年（明治39年）
  - 7月16日 - 豊橋町、花田村、豊岡村 が合併し、豊橋町となる。
  - 8月1日 - 豊橋町が市制施行し、豊橋市が発足。同時に豊橋市立豊橋市花田尋常小学校に改称する。
- 1911年（明治44年） - 現在地に校舎を新築し、移転する。
- 1927年（昭和2年） - 新校舎が完成する。
- 1933年（昭和8年） - 羽根井尋常小学校を分離する。
- 1941年（昭和16年）4月1日 - 豊橋市花田国民学校に改称する。
- 1947年（昭和22年）4月1日 - 豊橋市立花田小学校に改称する。
- 1952年（昭和27年） - 新校舎が完成する。

## 交通アクセス
- 東海道新幹線・東海道本線・飯田線・名鉄名古屋本線豊橋駅下車、徒歩約10分。
- 豊橋鉄道渥美線新豊橋駅下車、徒歩約10分。
- 豊橋鉄道東田本線駅前停留場下車、徒歩約15分。

## 周辺施設
- 豊橋市立羽田中学校
- 豊橋市立羽根井小学校
- 豊橋市立松山小学校
- 豊橋市立松葉小学校
- 花ケ崎保育園
- 豊橋市中央図書館
- 豊橋花田郵便局
- 豊橋往還郵便局
- 蒲郡信用金庫花田支店
- 豊橋信用金庫西支店
- ホテルアソシア豊橋
- ABホテル豊橋
- ニュー東洋ホテル1
- 豊橋駅
- 新豊橋駅